# Raúl Ormeño
Elías Raúl Abraham Ormeño Pacheco (* 21. Juni 1958 in Temuco) ist ein ehemaliger chilenischer Fußballspieler und -trainer, der seine gesamte Karriere beim CSD Colo-Colo spielte und sieben Meisterschaften feierte. Mit dem Klub gewann der elfmalige Nationalspieler Chiles die Copa Libertadores 1991, mit der Nationalmannschaft nahm er an der Fußball-Weltmeisterschaft 1982 in Spanien teil.

## Vereinskarriere
Raúl Ormeño kam 1970 in die Jugend des CSD Colo-Colo und debütierte in der Profimannschaft 1975 als 17-Jähriger beim Spiel in Rancagua, als er für Francisco Valdés eingewechselt wurde. Colo-Colo blieb auch bis zu seinem Karriereende 1991 der einzige Klub, für den er auflief. Er war von 1987 bis 1991 Kapitän der Cacique. Mit den Albos gewann Ormeño sieben Meisterschaften von 1979 bis 1991. Größter Erfolg Ormeños war jedoch der Gewinn der Copa Libertadores 1991, gleichzeitig der größte Erfolg eines chilenischen Vereins.

## Nationalmannschaftskarriere
Raúl Ormeño gab sein Debüt für Chile im Mai 1982 beim Freundschaftsspiel gegen Rumänien, als er bei der 2:3-Niederlage für Orlando Mondaca eingewechselt wurde. Anschließend wurde er von Trainer Luis Santibáñez für die Weltmeisterschaft 1982 nominiert, blieb aber ohne Einsatz im Turnier. Chile schied in der Gruppe nach drei Niederlagen ohne Punkt aus.
Sein zweites Länderspiel machte Ormeño im Mai 1989. Im Juli wurde er für die Copa América 1989 nominiert. Dort absolvierte er bei der 0:1-Niederlage gegen Argentinien ein Spiel. Nach zwei Einsätzen in der Qualifikation zur Weltmeisterschaft 1990 absolvierte Ormeño sein letztes Länderspiel im November 1990 beim Freundschaftsspiel gegen Brasilien. Er erzielte ein Länderspieltor in seinen elf Einsätzen.
Vor der A-Nationalmannschaft spielte Ormeño bereits in der U-20-Nationalmannschaft bei den Südamerikameisterschaften 1977 und 1979.

## Trainerkarriere
Raúl Ormeño trainierte von 2007 bis 2008 CD San Luis de Quillota, sein einziger Cheftrainerposten bei einem Profiverein.

## Erfolge
- Chilenischer Meister (7): 1979, 1981, 1983, 1986, 1989, 1990, 1991
- Chilenischer Pokalsieger (6): 1981, 1982, 1985, 1988, 1989, 1990
- Copa Libertadores: 1991